# 上山市立南小学校
上山市立南小学校（かみのやましりつ みなみしょうがっこう）は、山形県上山市けやきの森にある公立小学校。上山市内では「南小」（なんしょう）と呼ばれる。

## 概要
上山市体育文化センターや上山市民球場のそばに位置する小学校である。
校章は公募により、市内在住の一柳浩昭の入選作品を少し修正したうえで採用した。「けやき」につつまれた森の学校。校章のバック三葉は「けやき」で、章全体は小学校の「小」を表す。けやきは丈夫で強く、大きくなる木けやきは新緑の枝を空につきさす。けやきは四季を呼び化粧を凝らす。そして…子どもに限りない夢と希望を与える。
校歌は真壁仁が作詞し、服部公一が作曲した。歌は2番まである。

## 沿革
- 1978年（昭和53年）
  - 4月1日 - 上山小学校から分離する形で開校[3]。
  - 4月8日 - 上山小学校体育館にて、上山小学校・南小学校合同入学式を挙行。
  - 5月27日 - 低学年校舎を落成。5・6年生を新校舎へ収容（4年生以下は上山小学校に残留）。
- 1979年（昭和54年）
  - 3月11日 - 校歌・校旗・吹奏楽器披露会を開催。
  - 4月 - 上山小学校から完全分離し、全学年を新校舎へ収容。
  - プールを落成。
- 1982年（昭和57年） - けやきの森の造成開始。南小グラウンド完成式を開催。
- 1984年（昭和59年） - PTA事業として行った的当て板・タイヤとび・平均台が完成。
- 1985年（昭和60年） - 南小ゲレンデ・校舎1周マラソンコース（1km）が完成。
- 1990年（平成2年） - 住居表示変更により、所在地が「けやきの森1番1号」となる。
- 2000年（平成12年）10月14日 - 南小ランドを解体。
- 2001年（平成13年）
  - 9月10日 - 新遊び場（なかよしランド）が完成。
  - 時期不明 - 体育館と低学年棟の屋根を改修。
- 2002年（平成14年）
  - 4月 - 2学期制に移行。
  - みどりの広場を芝生化。
- 2005年（平成17年） - ビオトープを設置。
- 2006年（平成18年） - けやきスクールガードを発足。むしむしランドを設置。
- 2007年（平成19年） - ちょうちょランドを設置。
- 2008年（平成20年） - 冷暖房設備を設置。あさがお観察園を設置。
- 2009年（平成21年） - 校舎屋根を改修。
- 2011年（平成23年）4月1日 - 上山市立中山小学校を統合。
- 2012年（平成24年） - プールを補修。ライオンズクラブ寄贈による校名看板を設置。
- 2013年（平成25年） - 体育館の耐震工事を実施。
- 2014年（平成26年） - 校舎の耐震工事を実施。
- 2015年（平成27年）4月1日 - 上山市立西郷第二小学校を統合[4][3]。
- 2016年（平成28年） - プールサイドを改修。体育館2階に南児童センター分室を設置。
- 2022年（令和4年）4月1日 - 上山市立西郷第一小学校を統合。コミュニティ・スクールを導入。
- 2024年（令和6年） - 夏季休暇中、学校プールを市民プールの代替施設として開放。

## 教育目標
- 強く・高く・美しく[5]

## 学区
- 二日町1、二日町2、矢来1、矢来2、矢来3、矢来4、石堂、南町、長清水1、長清水2、三本松、石崎1、石崎2、河崎、松山、葉山、金生1、金生2、金生3、金生4、金生5、宮脇（658番地に限る、スカイタワー41も含まれる）、中山第1、中山第2、高松、龍沢、石曽根、川口、赤坂、藤吾、阿弥陀地、小穴、細谷[6]。

## 進学先の中学校
公立中学校の場合。
- 上山市立南中学校（上山市長清水）

## アクセス
- 山交バス「南小学校前」バス停下車後、徒歩約80m・約1分。
  - 停車路線は、「上山～菖蒲」線・「上山～生居」線・「上山～久保手」線・「上山～赤山」線。
- JR東日本山形新幹線・山形線かみのやま温泉駅から、
  - 上述の山交バスに乗車し、「南小学校前」バス停下車後、徒歩。
  - 徒歩で、約820m・約13分。

## 周辺
- 山形県道・宮城県道13号上山七ヶ宿線
- 上山市民球場
- 三友エンジニア体育文化センター（上山市体育文化センター）
- 市民総合運動広場グラウンド
- 山形県警上山警察署
- 市民公園
- 上山市消防本部
- 上山市役所
- 奥羽本線